# 604 (album)
604 este albumul de debut al formației de muzică electronică Ladytron. Albumul standard conține 16 piese. 604 a fost compus și produs în cea mai mare parte de formație cu ajutorul lui Lance Thomas (co-producător, inginer audio, mixer). Versiunile lansate în Marea Britanie și SUA au coperți diferite. Albumul a fost relansat de Nettwerk în ianuarie 2011.
Piesele lansate ca single au fost "He Took Her to a Movie", "Playgirl", "Commodore Rock" și "The Way That I Found You".

## Ediții și conținut[1]
Toate piesele au fost compuse de Ladytron cu excepția piesei 14, compusă de Ladytron și Grimes.

### Albumul standard
1. "Mu-Tron" – 2:58
2. "Discotraxx" – 3:50
3. "Another Breakfast With You" – 3:03
4. "CSKA Sofia" – 2:21
5. "The Way That I Found You" – 3:29
6. "Paco!" – 3:00
7. "Commodore Rock" – 4:47
8. "Zmeyka" – 3:14
9. "Playgirl" – 3:49
10. "I'm with the Pilots" – 2:43
11. "This Is Our Sound" – 4:09
12. "He Took Her to a Movie" – 3:10
13. "Laughing Cavalier" – 1:08
14. "Ladybird" – 4:38
15. "Jet Age" – 3:10
16. "Skools Out..." – 4:06

### Piese bonus
1. "USA vs. White Noise" (Live in Sofia) – 4:05
2. "He Took Her to a Movie" (Live in Sofia) – 5:15
3. "Commodore Rock" (Live in Sofia) – 4:31
4. "Playgirl" (Snap Ant Remix) – 6:13

### 604 (Remixed & Rare)
În 2009 Ladytron au lansat patru compilații cu remixuri pentru fiecare album de studio scos până în acel moment.
1. "Playgirl" (Felix da Housecat Glitz Club Remix) – 6:37
2. "He Took Her to a Movie" (Bertrand Burgalat Remix) – 3:46
3. "Playgirl" (Tobias Neumann Mix) – 3:56
4. "USA vs. White Noise" – 2:18
5. "Playgirl" (Simian Playboy Mix) – 2:38
6. "Miss Black" – 1:54
7. "Playgirl" (Snap Ant Remix) – 6:14
8. "Holiday 601" – 3:54
9. "He Took Her to a Movie" (Surreal Madrid Remix) – 4:55
10. "Olivetti Jerk" – 3:27
11. "Playgirl" (I Monster Remix) – 6:08
12. "Playgirl" (Tobias Neumann Club Remix) – 3:53
13. "Playgirl" (Tommie Sunshine Remix) – 5:43